# Шаленець
Шаленець (пол. Szaleniec, нім. Thörichthof) — село в Польщі, у гміні Старе Поле Мальборського повіту Поморського воєводства.
Населення — 90 осіб (2011).
У 1975-1998 роках село належало до Ельблонзького воєводства.

## Історія
20 червня 2024 року під час навчань військовий літак Міг-29 пролетів на висоті 300 м над селом. В результаті (літак подолав звуковий бар'єр) кілька покрівель на будинках було пошкоджено.

## Демографія
Демографічна структура станом на 31 березня 2011 року:
|          | Загалом | Допрацездатний вік | Працездатний вік | Постпрацездатний вік |
| -------- | ------- | ------------------ | ---------------- | -------------------- |
| Чоловіки | 45      | 14                 | 29               | 2                    |
| Жінки    | 45      | 13                 | 27               | 5                    |
| Разом    | 90      | 27                 | 56               | 7                    |